# Earth Defense Force 2025
Earth Defense Force 2025 (地球防衛軍４, Chikyū Bōeigun 4) est un jeu vidéo de tir à la troisième personne développé par Sandlot et édité par D3 Publisher, sorti en 2013 sur PlayStation 3 et Xbox 360.
Une version remaniée est sortie en 2015 sous le titre Earth Defense Force 4.1: The Shadow of New Despair sur Windows et PlayStation 4.

## Accueil
- Famitsu : 34/40 (PS3)[1] - 32/40 (PS4)[2] - 34/40 (X360)[1]
- IGN : 6,5/10 (PS3/X360)[3]